# РМС Атлантик
РМС Атлантик је био британски прекоокеански брод компаније Вајт Стар Лајн који је путовао на редовној линији Ливерпул-Њујорк. За време свог 19. путовоања 1. априла 1873, брод је кренуо ка стенама и потонуо на копну Нове Шкотске, са 535 изгубљених живота. То је била највећа несрећа у Северном Атлантику све док није потонуо СС Ла Бургојне 2. јула 1898. Потапање бродa РМС Атлантик је била највећа несрећа компаније Вајт Стар Лајн све до потонућа Титаника 39 година касније.